# Grumman J2F
Die Grumman J2F Duck war ein einmotoriges Doppeldecker-Amphibienflugzeug von 1937. Es hatte ursprünglich die Werksbezeichnung G-4.
Das Flugzeug wurde bei der US Navy und US Coast Guard als Seenotrettungsflugzeug, Aufklärungsflugzeug und zur Zieldarstellung eingesetzt. Der Einsatz erfolgte sowohl von Landbasen als auch von Flugzeugträgern.

## Geschichte
Die J2F war eine Fortentwicklung der JF, deren Prototyp bereits 1933 flog und 1936 die US Navy erreichte. Die J2F-1 ging 1937 mit einem stärkeren 760-PS-Sternmotor Wright R-1820 in Serie. Insgesamt gab es sechs Varianten der J2F (J2F-1 bis J2F-6).
Die letzte Variante J2F-6 mit 1050 PS leistenden Sternmotor Wright R-1820-54 wurde 1940/41 gebaut. Insgesamt wurden 567 Exemplare aller Varianten hergestellt. Die letzten Maschinen waren noch bis 1955 im Einsatz.

## Konstruktion
Der zweisitzige Doppeldecker verfügte über einen zentralen großen Schwimmer sowie über zwei kleine Schwimmer an den Tragflächenenden. Das Fahrwerk war einziehbar.

## Produktion
Bauzahlen der Grumman Duck:
| Hersteller              | Version | 1936 | 1937 | 1938 | 1939 | 1940 | 1941 | 1942 | 1943 | 1944 | 1945 | SUMME |
| ----------------------- | ------- | ---- | ---- | ---- | ---- | ---- | ---- | ---- | ---- | ---- | ---- | ----- |
| Grumman, Bethpage       | J2F-1   | 14   | 15   |      |      |      |      |      |      |      |      | 29    |
| Grumman, Bethpage       | G-20    |      | 8    |      |      |      |      |      |      |      |      | 8     |
| Grumman, Bethpage       | J2F-2   |      |      | 30   |      |      |      |      |      |      |      | 30    |
| Grumman, Bethpage       | J2F-3   |      |      |      | 20   |      |      |      |      |      |      | 20    |
| Grumman, Bethpage       | J2F-4   |      |      |      | 12   | 12   | 8    |      |      |      |      | 32    |
| Grumman, Bethpage       | G-15    |      |      |      | 4    |      |      |      |      |      |      | 4     |
| Grumman, Bethpage       | J2F-5   |      |      |      |      |      | 22   | 109  | 13   |      |      | 144   |
| Columbia, Valley Stream | J2F-6   |      |      |      |      |      |      |      | 13   | 198  | 119  | 330   |
| SUMME                   |         | 14   | 23   | 30   | 36   | 12   | 30   | 109  | 26   | 198  | 119  | 597   |

## Militärische Nutzer
Argentinien
- Argentinische Marine[2]

 Kolumbien
 Mexiko

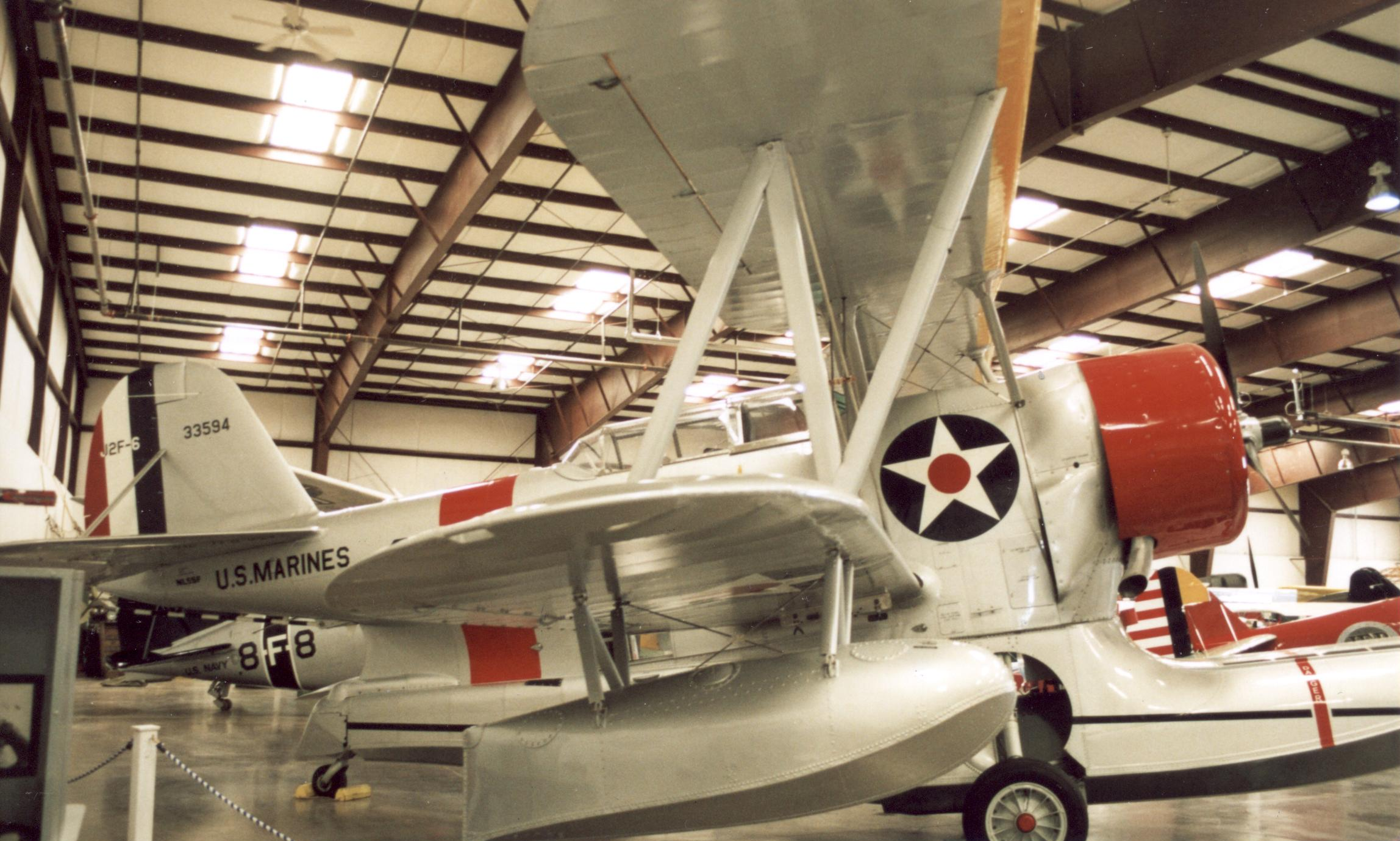
Eine von Columbia gebaute J2F-6 Duck mit Markierungen des U.S. Marine Corps im Planes of Fame Museum in Valle, Arizona, Oktober 2005

- Mexikanische Marine: verwendete nach dem Krieg einige US Navy J2F-6[4]

 Vereinigte Staaten
- United States Army Air Forces
- United States Coast Guard
- United States Marine Corps
- United States Navy

 Peru
- Peruanische Marine: einige ex-USN

## Technische Daten
| Kenngröße             | Daten Grumman J2F-6                                          |
| --------------------- | ------------------------------------------------------------ |
| Besatzung             | Pilot und Beobachter                                         |
| Länge                 | 10,40 m                                                      |
| Spannweite            | 11,90 m                                                      |
| Flügelfläche          | 38 m²                                                        |
| Höhe                  | 4,40 m                                                       |
| Leermasse             | 2485 kg                                                      |
| Startmasse            | 3043 kg                                                      |
| Höchstgeschwindigkeit | 305 km/h                                                     |
| Dienstgipfelhöhe      | 7848 m                                                       |
| Reichweite            | 2408 km                                                      |
| Triebwerke            | ein 9-Zylinder-Sternmotor Wright R-1820-54, 1050 PS (783 kW) |
| Bewaffnung            | .030-Kaliber-Maschinengewehr, 295 kg Bomben/Wasserbomben     |

## Ausgestellte Flugzeuge
- National Museum of Naval Aviation, Naval Air Station Pensacola, Florida
- United States Air Force Museum. Wright-Patterson Air Force Base, Ohio
- San Diego Aerospace Museum, San Diego, Kalifornien
- Planes of Fame Museum, Chino (Kalifornien)